# 艾氏華麗電鰩
艾氏華麗電鰩（學名：Electrolux addisoni），又稱艾氏華麗電鱝，為軟骨魚綱電鰩目單鰭電鰩科華麗電鰩屬的唯一種，分布於西印度洋南非東開普省咖啡灣到誇祖魯-納塔爾省德班以北的300公里長的海岸線，深度6至35公尺，本魚圓盤背部深棕色、許多淺黃色小斑點和一系列同心條紋組成，體長可達52公分，體重可達1.8公斤，棲息在沙石底質溫暖海域，為底棲性魚類，屬肉食性，以蠕蟲、甲殼類為食，體內的發電器官，可能用來防禦或捕食，生活習性不明。